# باشگاه ورزشی شوخات
باشگاه ورزشی شوخات یک باشگاه فوتبال اتریشی از پایتخت شهر وین است. آنها در حال حاضر در لیگ وین بازی می‌کنند و بازی‌های خانگی خود را در ورزشگاه رادولف تون در شوخات انجام می‌دهند.